# Canistrum montanum
Canistrum montanum är en gräsväxtart som beskrevs av Elton Martinez Carvalho Leme. Canistrum montanum ingår i släktet Canistrum och familjen Bromeliaceae. Inga underarter finns listade i Catalogue of Life.

## Bildgalleri

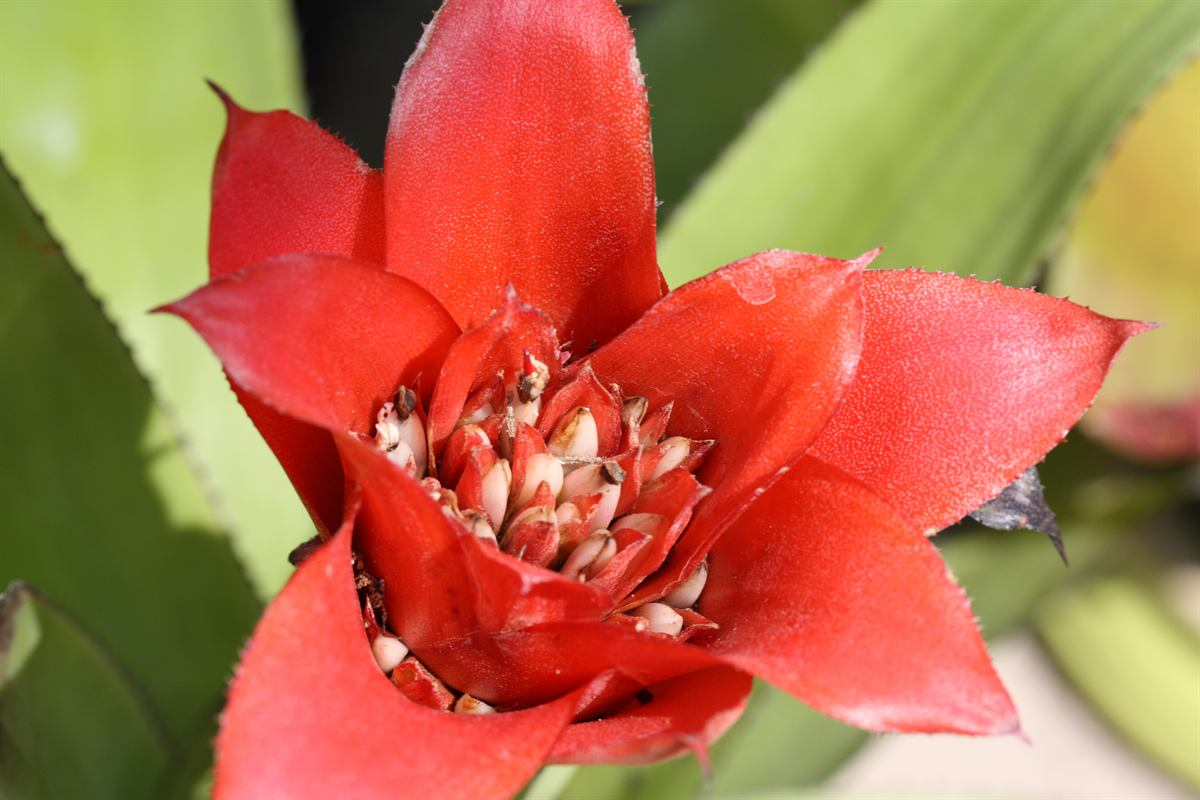